# Сеина
Сеина — хутор в Урицком районе Орловской области России.
Входит в Богдановское сельское поселение (Орловская область) в рамках организации местного самоуправления и в Богдановский сельсовет в рамках административно-территориального устройства.

## География
Расположен в 2,5 км к югу от райцентра, посёлка городского типа Нарышкино, и в 24 км западу от центра города Орёл.

## Население
| 2002 | 2010 |
| ---- | ---- |
| 64   | ↗307 |

Согласно результатам переписи 2002 года, в национальной структуре населения русские составляли 98 % от жителей.

## Инфраструктура
На хуторе расположен Богдановский дом-интернат для престарелых и инвалидов.